# 逃往埃及途中的风景
《逃往埃及途中的风景》是意大利巴洛克画家安尼巴莱·卡拉奇的一幅画作，创作于约 1604 年，现藏于罗马的 多利亚潘菲利博物馆。
这幅画描绘了《圣经新约》中的“逃往埃及”事件，1603年，皮埃特罗·阿尔多布兰迪尼枢机主教委托安尼巴莱·卡拉奇，为他在罗马宫殿里的家庭小堂（后来称为多利亚·潘菲利宫），在六个弦月窗上绘制六幅画。执笔者包括卡拉奇和他的学生（包括弗朗切斯科·阿尔巴尼、多梅尼基诺和乔瓦尼·兰弗兰科）.。 
这幅作品经常被视为巴洛克风格风景画的重要作品，根据鲁道夫·维特科沃的说法，这是卡拉奇在罗马发展的“新风景风格”的“最著名的例子”。约翰·鲁伯特·马丁说，这是“典型的古典景观”，后来多梅尼基诺、普桑和克洛德·洛兰都进行变体模仿… 画中人物尺度较小，而自然环境相当宽敞，确立了景观优先、历史第二的新原则。 虽然这对于意大利绘画是“新的”，但是这种作品在北方绘画中很常见。肯尼斯·克拉克认为这部作品描绘了古典风景画的“理想的风景”，本质上是一种文学视角，来源于维吉尔的田园诗，优雅而和谐。  